# Gottesberg (Bogen)
Gottesberg ist ein Gemeindeteil der Stadt Bogen im niederbayerischen Landkreis Straubing-Bogen.
Die Einöde liegt auf der Gemarkung Degernbach eineinhalb Kilometer nordwestlich von Degernbach.
Bei der Volkszählung von 1861 war Gottesberg ein Ortsteil von Windberg, hatte neun Einwohner und gehörte zum Sprengel der katholischen Pfarrei Windberg. Im Jahr 1978 wurde Gottesberg zusammen mit Osterberg und Mitterbühl von der Gemeinde Windberg zur Stadt Bogen umgegliedert.